# Галактион Белозерский
Галактион Белозерский — блаженный, Христа ради юродивый, местночтимый святой Ферапонтова монастыря. Ученик и келейник преподобного Мартиниана Белозерского, современник архиепископа Ростовского Иоасафа (Оболенского), другого ученика преподобного Мартиниана.

## Житие блаженного
О блаженном Галактионе известно крайне мало. Сведения о его жизни черпаются в основном из жития его наставника Мартиниана Белозерского. Известно, что родом был из Белозерского края. В молодости был на военной службе. Принял постриг в Ферапонтовом монастыре.
Когда преподобный Мартиниан ослабел от старости и недугов и не имел сил ходить, Галактион носил его в церковь на общую молитву. Подражая примеру наставника, он был очень усерден к подвигам и молитве, не знал покоя телесного. Преподобный благословил его юродствовать во Христе, и блаженный прославился этим подвигом, соединившимся у него с поразительной прозорливостью.
Один раз пришёл блаженный Галактион с братией в только что отстроенную монастырскую трапезу. Братия начали хвалить новую храмину, но Галактион, юродствуя, заметил: «Добра то добра, да не долговечна». Братия не придали словам блаженного никакого значения, а между тем они сбылись на следующий же день. Загорелась в монастыре келлия одного брата; огонь перешёл на другие строения, потом на трапезу, и она сгорела без остатка. Братия испугалась, что загорится колокольня, но блаженный сказал: «Этому не гореть».
В то время в Ферапонтовом монастыре жил на покое Иоасаф Оболенский, бывший Ростовский архиепископ. Когда загорелась келлия бывшего владыки Ростовского, он вспомнил, что в ней осталось «некое сокровище». Когда Иоасаф начал грустить, Галактион укорил его за его малодушие, а тот ему ответил, что жалеет не о своей потере, а о монастырской. Тогда блаженный попросил его точно указать, где лежит сокровище, и, осенив себя крестным знамением, бесстрашно пошёл в пылающую келлию; взяв там сокровище, он положил его перед владыкой в присутствии изумлённой братии и сказал Иоасафу: «Вот, не тужи, о худом деле скорбишь».
Один брат, живя в обители, впал в уныние и хотел уйти. Блаженный Галактион пришёл к нему, сел на пороге келлии и сказал: «Что это ты задумал, брат, послушал нашего врага? Но не избегнуть тебе его преследований, если и убежишь от нас, нигде невозможно избежать сетей лукавого». Инок поражён был прозорливостью блаженного, проникновением его в тайные помыслы свои и остался в Ферапонтовой обители. В течение 30 лет он был её игуменом.
Великий князь Василий Иоаннович послал в 1506 году войско на Казань под предводительством своего брата князя Димитрия. Слух об этом дошёл до Ферапонтова монастыря. Блаженный Галактион сказал: «Великий князь ещё долго будет хлопотать о Казани. Родится князь Иоанн: тот овладеет Казанским царством». Братья с года на год ждали рождения в великокняжеской семье сына Иоанна. Но так как предсказание блаженного долго не сбывалось, то о нём забыли. Его припомнили лишь тогда, когда в 1553 году Иоанн Васильевич Грозный завоевал Казань.
Более 20 лет после смерти преподобного Мартиниана подвизался блаженный Галактион в Ферапонтовом монастыре. Заболев предсмертным недугом, за много дней он предвидел свою кончину и предсказал её время. Посетить больного старца пришёл инок Савва, должностью просфорник, пользовавшийся советами и наставлениями блаженного. Савва начал тужить о его болезни, а блаженный ему ответил: «Не скорби, брат, о том, что я хочу отойти от вас: через восемь дней и ты придешь за мною». Савва недоумевал, что значат его слова, и передал их братии. Но они сбылись со всей точностью: скончался блаженный, и через восемь дней умер и духовный друг его Савва. Кончина блаженного Галактиона последовала в 1506 году.